# Muleta (bastón)

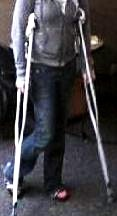
Caminando con dos muletas axilares de aluminio.

La muleta es un apoyo para el cuerpo humano diseñado con el propósito de asistir al caminar cuando una de las extremidades inferiores requiere soporte adicional durante el desplazamiento, comúnmente cuando el ser humano sufre algún tipo de incapacidad para caminar con alguna de estas.

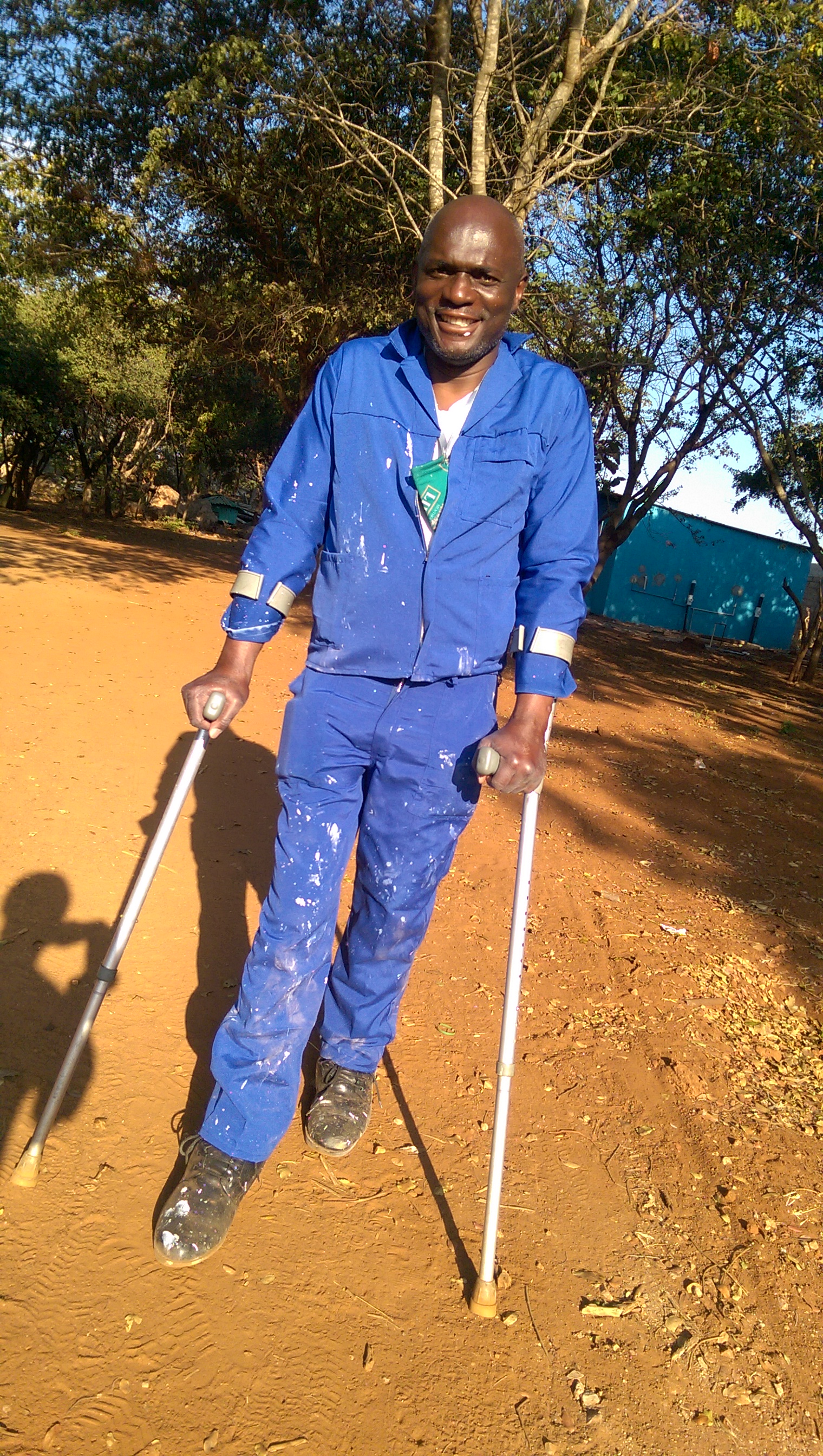
Hombre caminando con muletas canadienses o también llamada ingleses

En general existen dos tipos de muletas:
- las axilares, sobre las que el cuerpo apoya principalmente en las axilas
- las de antebrazo, llamadas también muletas canadienses o bastones ingleses, en las que el peso del cuerpo se reparte entre muñecas y antebrazos.[1]

Normalmente el uso de las muletas es en pares, para facilitar el caminar del individuo y tener dos puntos de apoyo para el cuerpo.

## Partes
Las muletas deben ser lo suficientemente fuertes para soportar el peso del cuerpo, y pueden ser de madera, metal u otro material. Aunque originalmente han sido fabricadas con madera, la fabricación en aluminio ha sido preferida por sus características de ligereza y resistencia. 
En las muletas axilares, la parte superior sirve para que descanse la axila, la cual generalmente está forrada con un colchón para que no lastime a ésta con el peso del cuerpo, además en la parte media de la muleta tiene un soporte para apoyar la mano y aligerar el peso sobre la axila.
La punta inferior lleva una cubierta de algún material como el caucho, EPDM, y más recientemente se emplean materiales como PVC, TPE o TPU, lo cual sirve para evitar que la muleta se escurra cuando el usuario camina. Esta punta se denomina contera o regatón.

## Variedades y ajustes
Las muletas tradicionalmente eran de madera, pero actualmente se fabrican en materiales diversos como aluminio, plásticos e incluso fibra de carbono. El tamaño de las muletas suele ser ajustable, de manera que se adapten a la estatura del usuario. En general el sistema de ajuste de altura es de tipo telescópico, un tubo extensor desliza dentro de otro, pero recientemente han aparecido otros sistemas de regulación donde son la empuñadura y abrazadera los elementos que se desplazan para conseguir la regulación en altura así como un sistema de ajuste directo a la pierna para poder disponer de libertad de movimiento en los brazos.

## Uso
Técnicamente las muletas debe utilizarla cualquier persona con discapacidad para caminar por sí mismas. En adultos mayores la osteoporosis puede debilitar sus huesos, entre ellos los de la pierna, necesitando así unas muletas para evitar posibles fracturas y desgastamiento del fémur o los músculos que lo rodean.